# 1953 en rugby à XV
Cette page présente les faits marquants de l'année 1953 en rugby à XV : les principales compétitions et évènements liés au rugby à XV et rugby à sept ainsi que les naissances et décès de grandes personnalités de ce sport.

## Événements

### Mars
- L'Angleterre remporte le Tournoi des cinq nations.

### Récapitulatifs des principaux vainqueurs de compétitions 1952-1953
- Le FC Lourdes remporte le Championnat de France en battant le Stade montois en finale.

### Août
Tournée de l'équipe de France à Madagascar.

## Principaux décès
- 19 octobre : Jimmy Duncan, international néo-zélandais à 1 reprise, meurt à Dunedin.